# Curación de la suegra de Pedro

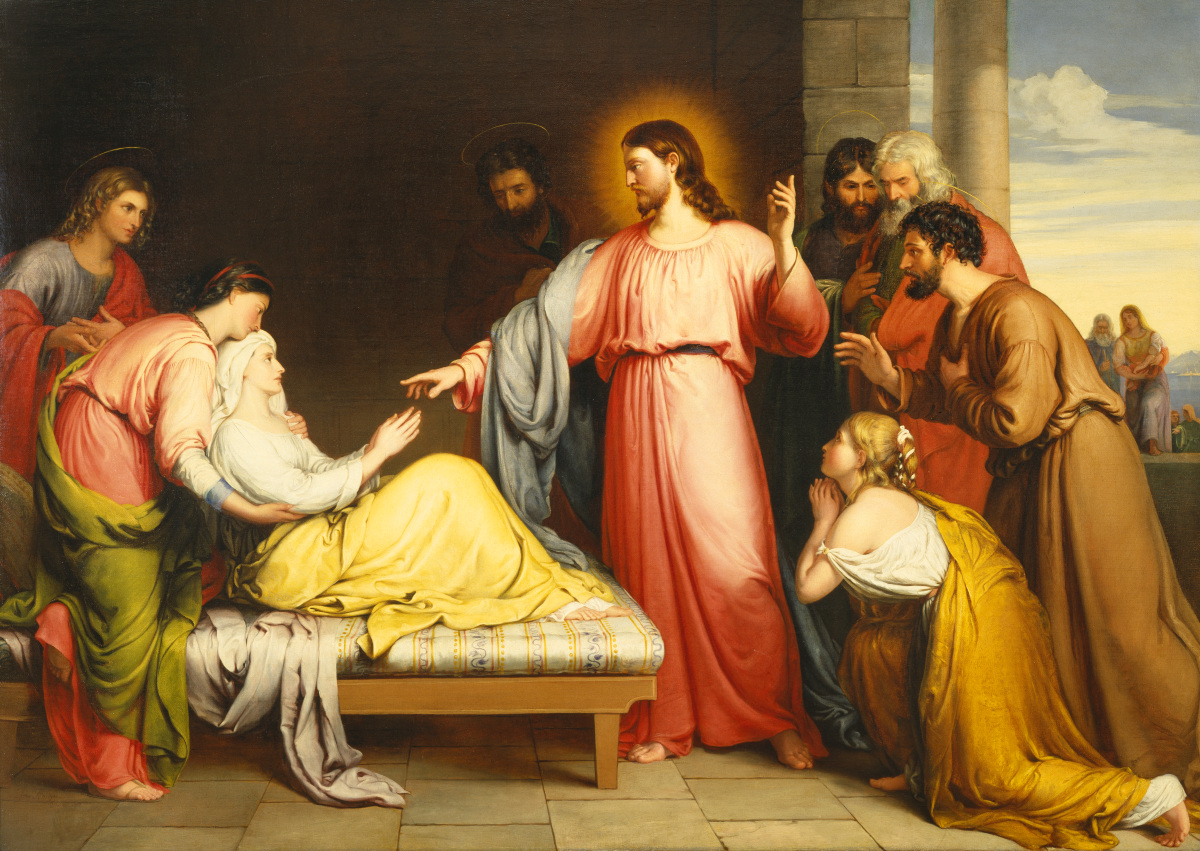
La curación de la suegra de Pedro por John Bridges,.

La curación de la suegra de Pedro es uno de los milagros de Jesús, relatado únicamente en los evangelios sinópticos por Mateo, Marcos y Lucas. En los Evangelios de Marcos y Lucas, este episodio tiene lugar después de que Jesús hubiera predicado en la sinagoga de Cafarnaún.

## Texto bíblico
Según  san Mateo(8, 16-17)

Al llegar Jesús a casa de Pedro vio a la suegra de éste en cama, con fiebre. Le tocó de la mano y le desapareció la fiebre; entonces ella se levantó y se puso a servirle.

Según san Marcos

En cuanto salieron de la sinagoga, fueron a la casa de Simón y de Andrés, con Santiago y Juan. La suegra de Simón estaba acostada con fiebre, y enseguida le hablaron de ella. Se acercó, la tomó de la mano y la levantó; le desapareció la fiebre y ella se puso a servirles.

Según  san Lucas(4, 38-39)

Saliendo Jesús de la sinagoga, entró en casa de Simón. La suegra de Simón tenía una fiebre muy alta, y le rogaron por ella. E inclinándose hacia ella, conminó a la fiebre, y la fiebre desapareció. Y al instante, ella se levantó y se puso a servirles.

## Explicación e interpretación
Jesús va a la casa de Pedro, donde  ve a la suegra de Pedro acostada en la cama con fiebre alta. Jesús toca su mano y la fiebre la abandona, a continuación se levanta y sirve a Jesús. En el evangelio de Mateo el acontecimiento es el tercero de una serie de curaciones narradas en el capítulo 8 a continuación del Sermón de la montaña.
La suegra de Pedro estaba con una terrible fiebre alta antes de que Jesús visitara su casa y era consciente de su enfermedad. Jesús estaba con algunos de sus discípulos cuando se acercó a ella y trató la fiebre de forma similar a la forma que reprochaba a los demonios. Mandó que la fiebre abandonara a la enferma, y la fiebre cesó inmediatamente. Fue curada tan completa y rápidamente que no solo desapareció la fiebre, sino que la suegra fue capaz de continuar haciendo las labores domésticas tales como servir comida a los huéspedes. En el mundo antiguo, se creía que la fiebre era una enfermedad y no un síntoma de diversas dolencias. En el Talmud se describe a la fiebre como fuego.
En la mayoría de las traducciones de Mateo 8:15, se lee: ella comienza a servirle (a Jesús) pero en el Textus Receptus se dice que comienza a servirlos (en griego: αὐτοῖς: , autois). Marcos y Lucas se refieren también a ellos; Johann Bengel  por tanto argumenta que en el evangelio de Mateo, "le" es la lectura correcta y "les" es una "lectura errónea ... introducida desde los otros Evangelistas".
Siguiendo este acontecimiento, los Evangelios informan que en el ocaso, "las personas trajeron a Jesús a todos los que tenían enfermedades o estaban poseídos por el demonio, y poniendo sus manos en cada uno de ellos, Jesús los curó y los expulsó de ellos" (Matthew 8:16–18).
El comentarista bíblico Matthew Henry utilizó el incidente para argumentar que "Cristo ...  aprobaba el estado matrimonial, por ser tan amable con los familiares de la esposa de Pedro".

## Interpretación de la Iglesia católica
En estos milagros se pone de manifiesto la eficacia y fuerza de la oración. 
- Según  san Jerónimo: En cuanto rogaban al Salvador enseguida curaba a los enfermos; dando a entender que también atiende las súplicas de los fieles contra las pasiones de los pecados.[11]
- Sobre el mismo tema escribe  san Juan Crisóstomo: Como la enfermedad era curable dioa entender su poder en el modo de curar, haciendo lo que la medicina no podía. Después de la curación de la fiebre los enfermos necesitan tiempo para recobrar su antigua salud, pero en este caso se hizo todo en el mismo instante.[12]
- Los Padres de la Iglesia han visto la figura de la concupiscencia en la fiebre de esta mujer y lo explican de la siguiente manera: En la fiebre de la suegra de Pedro ... está representada nuestra carne afectada por diversas enfermedades y concupiscencias, nuestra fiebre es la pasión, nuestra fiebre es la lujuria, nuestra fiebre es la ira, vicios éstosque aunque afectan alcuerpo, perturban el alma,la mente y el sentido.[13]
- Por último,  san Cirilo de Alejandría hace referencia a las consecuencias prácticas.Recibamos nosotros a Jesús, porque cuando nosvisita y lo llevamos en la mente y en el corazón extingue en nosotros el ardor de las demás enormes pasiones, y nosmantendrá incólumes para que le sirvamos, esto es, para que hagamos lo que le agrada.[14]